# 萩原幸雄
萩原 幸雄（はぎはら ゆきお、1923年10月1日 - 1978年11月29日）は、日本の政治家。自由民主党衆議院議員（2期）。

## 経歴
広島県出身。1945年東京帝国大学法学部卒。1948年二級事務官吏銓衡に合格、内務省地方局に配属される。その後、静岡県調査、税務各課長、総理府事務官、広島県税務、財政各課長、同総務部長、同副知事などを経て、1972年の第33回衆議院議員総選挙において広島1区から自由民主党公認で立候補し初当選、次の1976年の第34回衆議院議員総選挙でも再選した。党内では地方行政、交通の各副部会長、商工局次長などを務めた。
1978年2月以降、持病の糖尿病が悪化しており入退院を繰り返していたが、議員在職中の同年11月29日午後に大量に吐血して県立広島病院に搬送され、肝硬変と糖尿病からの食道静脈瘤破裂のため、同日20時5分、死去した。55歳没。同年12月1日、特旨を以て位記を追賜され、死没日付をもって従四位勲三等に叙され、旭日中綬章を追贈された。追悼演説は同月22日、衆議院本会議で大原亨により行われた。